# Jinetes de Alcalá
Els Jinetes de Alcalá foren un grup vint-i-nou oficials de l'arma de Cavalleria que, el 19 de juliol de 1936 estant presos al castell de sant Carles de Palma, Mallorca, es rebel·laren contra el govern de la Segona República i tengueren un important paper en l'èxit del cop d'estat i en la posterior repressió a la majoria de municipis de l'illa.

## Fets del maig de 1936 a Alcalá

### Antecedents

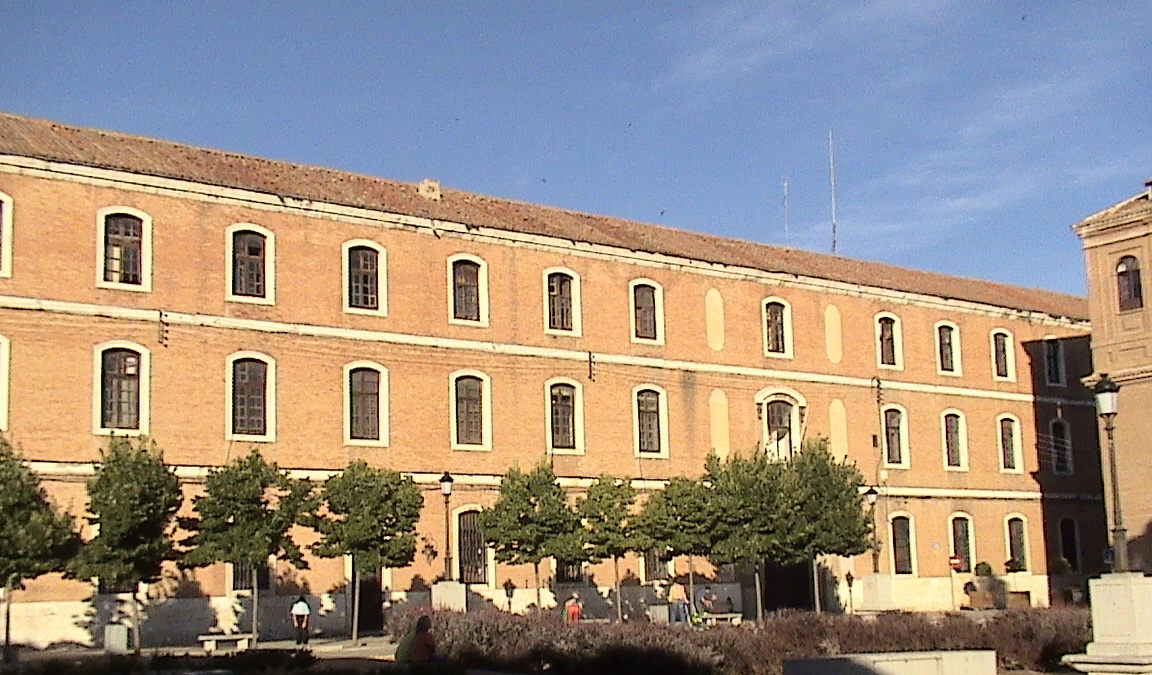
Façana de l'antic Quarter del Príncep, a Alcalá de Henares. Actual Edifici Cisneros de la Universitat d'Alcalà

El 16 de febrer de 1936 a Alcalá de Henares, Madrid, el Front Popular, dominat pels socialistes, guanyà les eleccions generals amb molt poca diferència sobre les forces conservadores, liderades per la CEDA. Com en altres parts de l'estat, conegut el resultat hi hagué manifestacions de celebració amb alguns actes violents. Al cap de poques hores de canviar el govern nacional, la gestora municipal, nomenada després de la vaga d'octubre de 1934, cessà i la coalició de socialistes (PSOE) i republicans d'esquerres (IR) recuperà l'Ajuntament, gràcies a la incompareixença dels seus adversaris; no en va, des d'abril de 1931 no s'havia tornat a elegir regidors i el grup majoritari, el que controlava de facto el govern municipal encara que no representés una majoria absoluta dels regidors, era el dels socialistes. Durant les setmanes següents es produïren alguns incidents, destacant el dels dies 4, 5 i 6 de març, quan un xoc entre joves socialistes i dretans donà lloc a la detenció de gairebé tots els dirigents conservadors de la localitat, una vaga general i episodis de violència greus. En aquestes circumstàncies, el nou alcalde d'Izquierda Republicana, demanà ajuda al comandant militar de la plaça. Els soldats de la 1a Brigada de Cavalleria (Regiments de Caçadors de Calatrava, núm. 2, i Villarrobledo, núm. 3) sortiren al carrer per mantenir l'ordre i la seva presència fou suficient per calmar els ànims. Però els socialistes no donaren per bona la decisió de l'alcalde i a finals de març la minoria socialista presentà i aprovà per unanimitat un escrit que constituïa «un vot de censura» contra l'actuació de l'alcalde durant les jornades del 4 a 6 de març. El 24 d'abril el socialista Pedro Blas Fernández aconseguí l'alcaldia gràcies al vot dels seus nou companys de minoria i sense cap oposició.

### Fets del 15 al 18 de maig de 1936

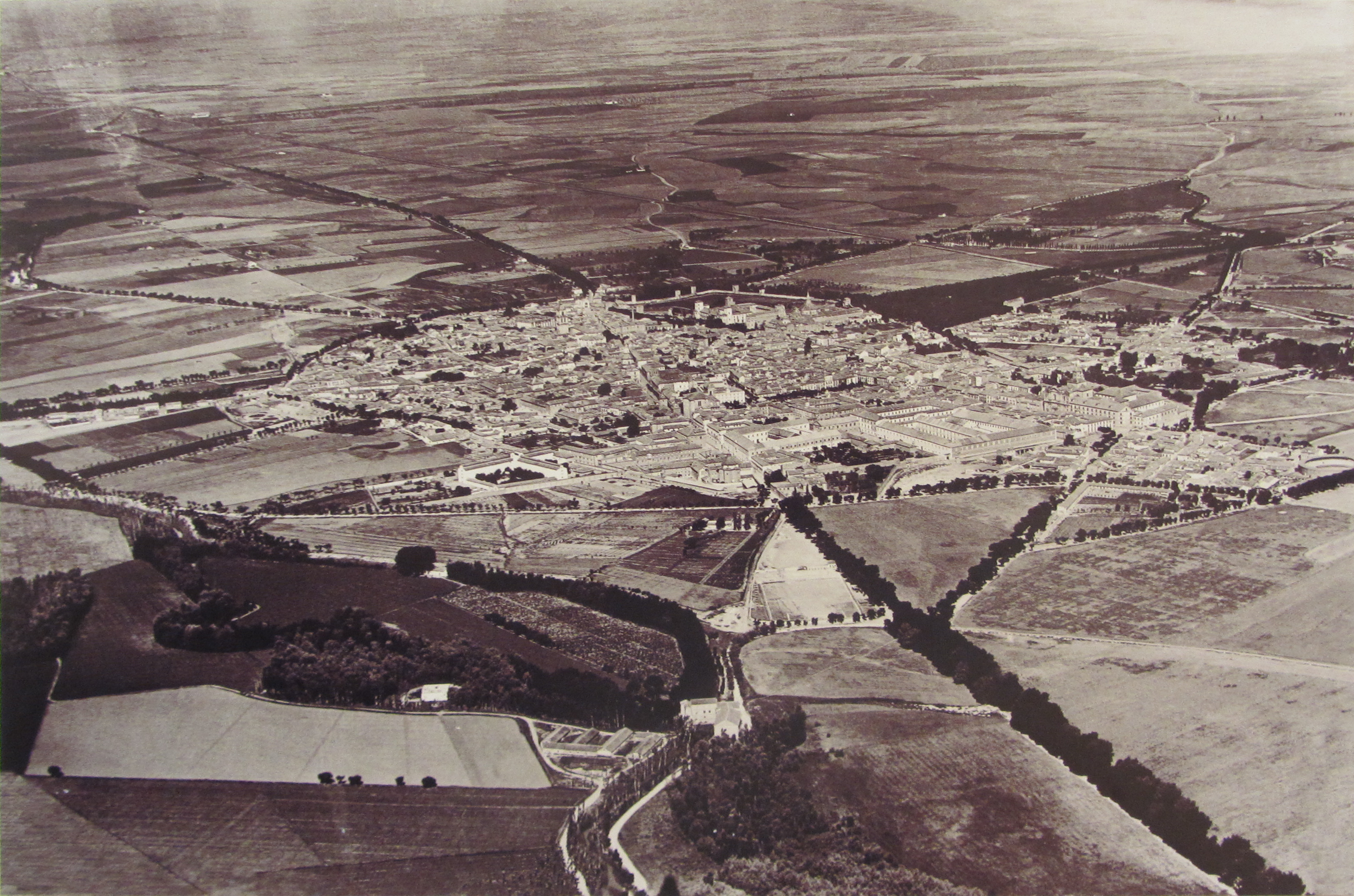
Vista aèria d'Alcalá de Henares el 1930. En primer terme destaca a la dreta el Quarter de Cavalleria

El 10 de maig de 1936, l'alcalaí i president del govern Manuel Azaña fou nomenat president de la República. L'alcalde socialista declarà un dia festiu a la localitat que coincidí amb les celebracions de la festivitat de sant Isidre el Llaurador. Els catòlics organitzaren la seva romeria tradicional a l'ermita del sant, gairebé al mateix temps que els simpatitzants del Front Popular celebraven l'ascens d'Azaña sense incidents. Però el divendres 15 alguns socialistes, per contrarestar un acte religiós dels dretans, decidiren continuar amb l'homenatge públic al nou president de la República. Durant aquests actes, un paisà anomenat Pedro López el Berruga, un personatge molt popular aficionat a la beguda, sofrí una caiguda i es ferí al front sagnant en abundància. Quan arribà a casa, López s'excusà davant la seva dona assegurant que havia estat objecte d'una agressió. Aquesta, al seu torn, digué a la seva germana que un grup de feixistes havien pegat al seu marit.

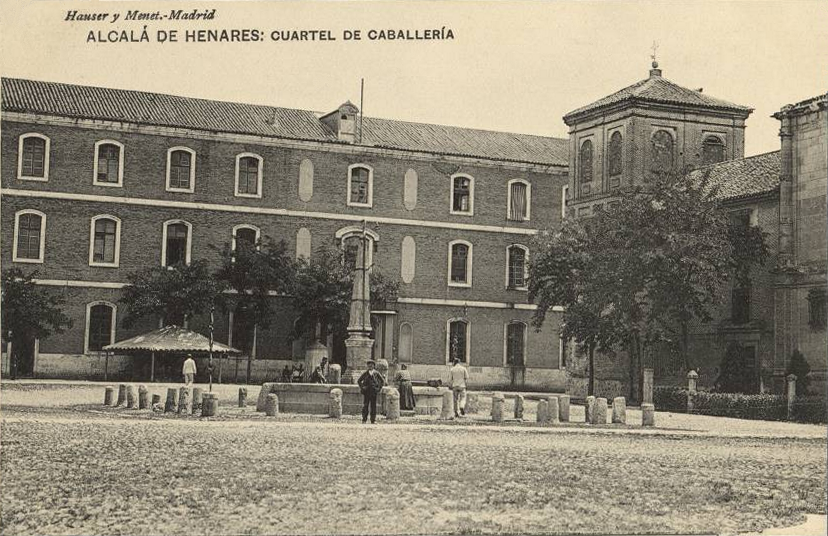
Quarter de Cavalleria del Príncipe, dit de San Diego, cap al 1912, situat al centre històric d'Alcalá de Henares

Inflamats pel rumor que López estava moribund, alguns joves esquerrans esperaren entorn de la plaça de Cervantes als dretans. Quan dos joves dretans passaven pel carrer Major, foren agredits sota l'acusació d'haver maltractat López. Ambdós foren atesos a la parada de la Creu Roja de ferides produïdes per un objecte metàl·lic. Hagueren d'esperar a la presència dels guàrdies d'assalt perquè ambdós poguessin tornar a casa seva escortats. Amb ells hi anaven unes noies que es creuaren amb tres oficials de Cavalleria, els tinents Rafael Mendizábal Amézaga i Antonio de Alós Herrero i el capità Luis Jover Bedia, que s'encaminaven al Casino per sopar, i els demanaren empara. Aquests recriminaren als agressors la seva acció. Però, lluny d'acovardir-se davant dels oficials, els joves esquerrans els envoltaren i començaren a insultar-los i reprotxar que intentessin protegir els feixistes. També aparegueren els guàrdies municipals i el capità Jover els retragué no haver protegit els joves, creixent la tensió. Advertits, arribaren els coronels Victoriano Moreno Pérez i Plácido Gete Ilera que comandaven els Regiments de Calatrava i de Villarrobledo, respectivament, en el moment que un dels tinents, sentint-se acorralat, havia tret la seva pistola i era evident que els guàrdies municipals allà presents estaven disposats a respondre. Els coronels ordenaren als oficials que els lliuressin les seves pistoles i que es retiressin a la caserna, cosa que els contrarià profundament i despertà un encès elogi dels qui els envoltaven. A la fi, després d'un enfrontament entre un oficial i un esquerrà que li havia aixecat el puny en senyal d'amenaça, els coronels aconseguiren que els oficials es retiressin sense que es desencadenés un tràgic enfrontament.

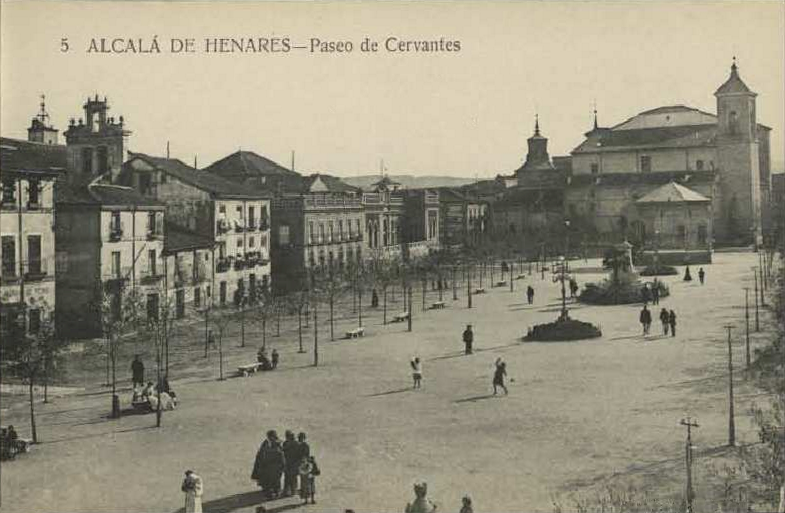
Passeig o Plaça de Cervantes a Alcalà de Henares el 1915

A la caserna arribaren notícies del que passava i alguns oficials volien sortir en auxili dels seus companys, contravenint les ordres dels coronels. Dos reaccionaren impulsivament, el tinent Manuel Isasa Navarro i el capità Manuel Rubio Moscoso, que sortiren aleshores de la caserna. En arribar a la plaça de Cervantes, epicentre dels altercats, es toparen amb grups d'esquerrans que els insultaren. Isasa tornà cap a la caserna i Rubio fou agredit i amb la seva bicicleta fugí al seu domicili perseguit per un grup d'esquerrans. Sembla que durant la persecució es produí un intercanvi de trets. No obstant això, Rubio aconseguí arribar il·lès a casa. Tot seguit un nodrit grup de persones, algunes armades, envoltaren la casa del capità i ell, amb una escopeta de perdigons, ferí a alguns d'ells. Poc després, sense que aparegués ni la guàrdia d'assalt ni ningú del lloc de la guàrdia civil, en veure que calaven foc la seva porta, Rubio fugí amb la seva dona i els fills, pel pati del darrere. El capità aconseguí arribar fins a una carretera on fou emparat per una camioneta de guàrdies d'assalt que el conduïren a la caserna.

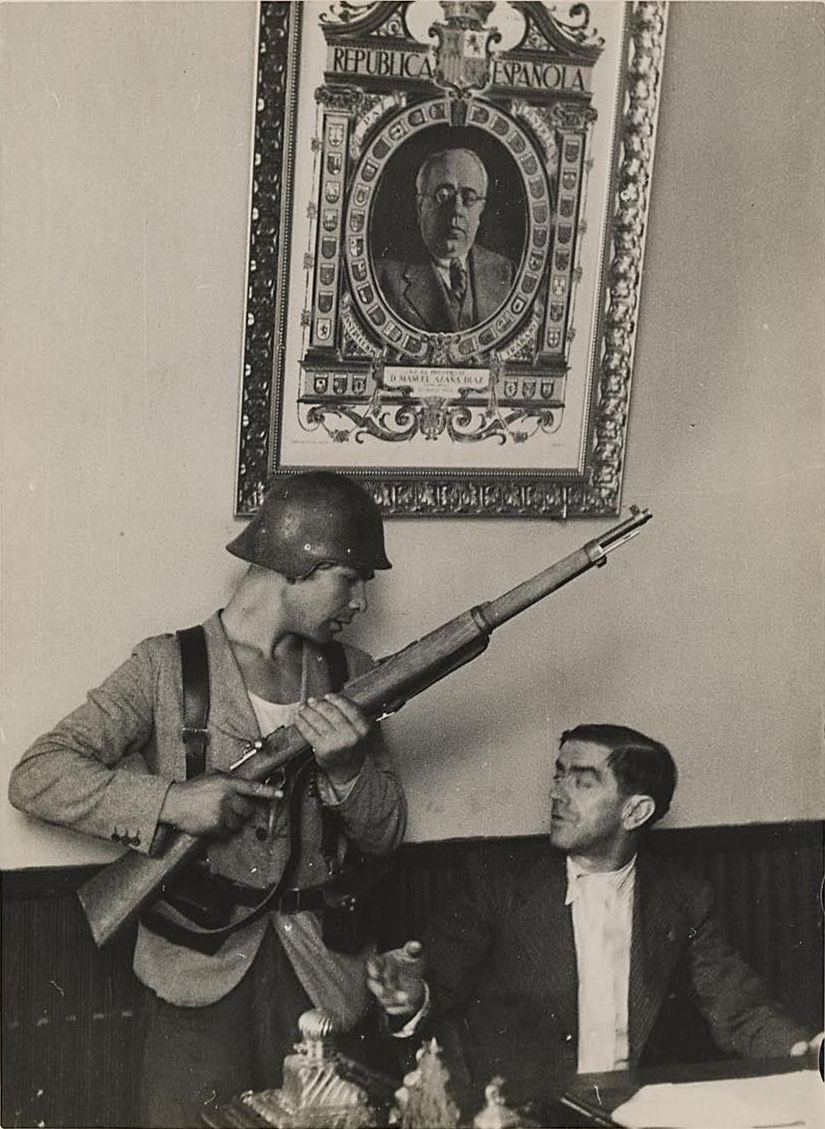
L'alcalde socialista Pedro Blas Fernández donant ordres a un milicià a l'ajuntament d'Alcalá de Henares el 21 de juliol de 1937

A partir del dissabte 16 el que més preocupà al Govern de Casares Quiroga fou com prevenir un problema més greu amb la guarnició local. Segons l'alcalde socialista Pedro Blas, des de les primeres hores del diumenge 17 s'havien repartit fulls clandestins a l'interior de les casernes incitant a les tropes perquè s'apoderessin dels comandaments de la nació per la força de les armes. Per altra banda la Casa del Poble amenaçà amb una nova vaga general si no s'adoptaven mesures ràpides i enèrgiques; i el trasllat immediat dels dos regiments de Cavalleria implicats. Cedint a les pressions Casares Quiroga, com a Ministre de la Guerra, ordenà el trasllat immediat dels dos regiments, Villarrobledo i Calatrava, a Palència i Salamanca, respectivament. Per substituir-los vindrien d'aquestes ciutats un Batalló d'Infanteria Ciclista i el 7è Batalló de Sapadors-Minadors, ambdues unitats de recent creació i, per tant, de suposada lleialtat republicana; si més no la dels seus caps, els tinents coronels Mariano Monterde i Gumersindo Azcárate, era irreprotxable, com demostraren despés del cop d'estat del 18 de juliol. L'ordre obligava els oficials a deixar les seves famílies a Alcalá i, pel greu risc d'insubordinació que això comportava, es desplegaren nombrosos efectius de la guàrdia d'assalt. Durant la matinada del dilluns 18, Casares Quiroga fou informat que el gruix d'oficials dels dos regiments es negava a complir les ordres de trasllat i que cap comandament no es volia posar al capdavant per obligar els seus subordinats. El general Manuel de Alcázar Leal, comandant de la plaça, ho comprovà en la caserna cap a les tres de la matinada i també a la matinada els generals Cristóbal Peña Abuín i José Miaja Menant, el primer com a cap de la divisió de Cavalleria. El Govern, un cop informat, disposà que els guàrdies d'assalt procedissin arrestar a tots els oficials i poques hores més tard diverses camionetes començaren a traslladar-los a la presó de Guadalajara. El trasllat dels dos regiments de Cavalleria es dugué a terme en trens militars, sent necessaris més de quinze, amb quaranta o cinquanta unitats cadascun. El dia 20 de maig arribaren les noves unitats i la presència militar a Alcalá augmentà de forma considerable, ja que es passà dels 900 soldats de Cavalleria a més de 1 300 que sumaven els nous destacaments. Així el Govern havia aconseguit allunyar un contingent de tropa potencialment conflictiu, incrementant alhora el nombre de soldats lleials a la República, sobre els quals en un futur pròxim recauria la responsabilitat de defensar Madrid.

### Consell de guerra
Els primers dies de juny, gairebé sense perdre temps, els cinquanta-quatre militars procedents dels regiments d'Alcalá foren processats en un consell de guerra de què a penes es donà notícies a l'opinió pública, però que de ben segur circulà entre les tertúlies de la conspiració militar en marxa. Les elevades penes que s'imposaren (les majors de 12 anys de presó major al coronel i als tres comandants, amb separació del servei, del regiment Villarrobledo) suggereixen tant que es buscà una resposta exemplar per part d'un Govern assetjat per les conspiracions, com que, efectivament, alguns oficials havien violentat greument el codi militar. Alguns oficials condemnats foren reclosos al castell de santa Catalina, Cadis, (el coronel Gete i els comandants Pita da Veiga, López de Letona i Sánchez-Ocaña, del regiment Villarrobledo), altres cinc a Pamplona, la majoria, vint-i-nou, a Palma, i altres en diferents presons. Entre els sectors militars disconformes amb la situació política el fet que diverses desenes d'oficials, començant pels dos coronels, fossin detinguts, deixant, però, impune l'agressió armada contra el capità Rubio, causà un profund malestar. Així ho deixà veure la missiva enviada el 23 de juny pel comandant militar de les Illes Canàries, general Francisco Franco, al ministre de la Guerra. El seu autor es referia obertament al «dolor i sentiment en la col·lectivitat militar» causat per les «notícies dels incidents d'Alcalá d'Henares, amb els seus antecedents de provocacions i agressions per part d'elements extremistes concatenats amb el canvi de guarnicions», reconeixent a més que la primera reacció dels «caps i oficials», la d '«un sentiment, desgraciadament i maldestrament exterioritzat, en moments d'ofuscació» havia tingut «gravíssimes conseqüències» per ells.

## Guerra civil

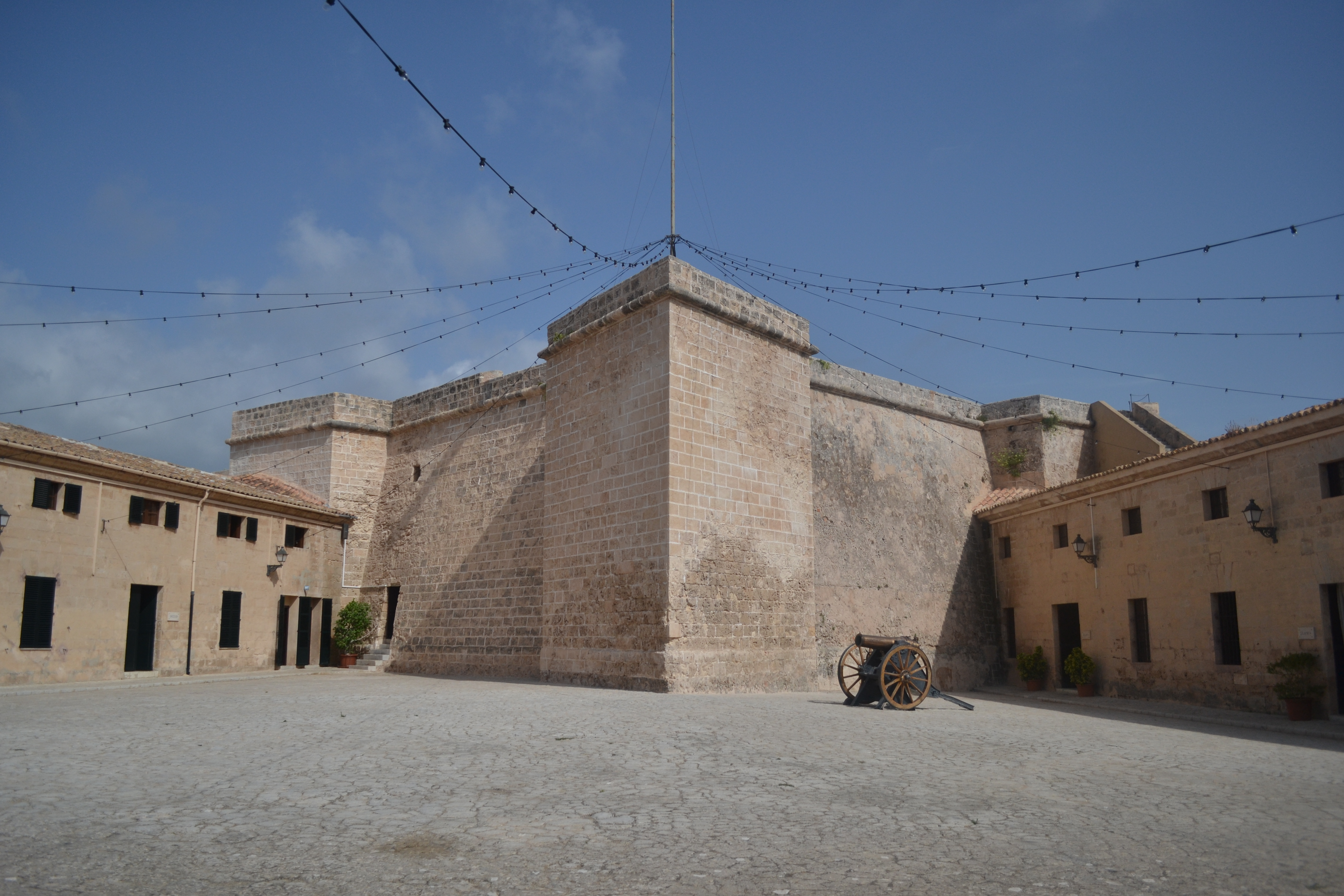
Interior del Castell de sant Carles

A finals de juny de 1936 vint-i-nou dels oficials condemnats per sedició dies abans pels fets d'Alcalá de Henares del mes de maig, foren traslladats a Palma, Mallorca, i confinats al Castell de Sant Carles. Quan es produí el pronunciament militar el 18 de juliol, es posaren a les ordres dels avalotats i foren coneguts com a Jinetes de Alcalá. Una part passaren a comandar escamots de la Falange Española Tradicionalista y de las JONS als que donaren una estructura militar i que s'encarregaren de la repressió de membres i simpatitzants del Front Popular (detencions il·legals, tortures i assassinats).
El 19 de juliol, els tinents Francisco Javier Lizasoain Muguiro i Vicente Menéndez Zapico (Jinetes de Alcalá) i el capità Bartomeu Ramonell ocuparen la seu del Govern Civil de Mallorca, pistola en mà, fent presoner el Governador Civil Antonio Espina.
El 20 de juliol, els tinents Francisco Javier Lizasoain Muguiro, Vicente Menéndez Zapico, Manuel Isasa Navarro i Manuel Lizasoain Muguiro i el capità Manuel Rubio Moscoso (Jinetes de Alcalá), i els capitans Manuel Zayas i Bartomeu Ramonell, ocuparen l'estació de radiotelegrafia del Port de Sóller. En una confusió entre carrabiners avalotats i militars avalotats, al camí del far del Cap Gros dins la possessió de Muleta, Francisco Javier Lizasoain fou ferit per un tret d'un carrabiner i morí al mateix lloc. El mateix dia una secció de metralladores de la primera companya del Quarter General Luque d'Inca, comandada pel capità Miquel Salom Cerdà, es desplaçà a Pollença per tal d'acabar amb la resistència republicana. Alguns Jinetes de Alcalá, dirigits pel capità Luis Jover Bedía, prengueren la iniciativa i el protagonisme en els enfrontaments. El capvespre s'encarregaren de desarmar vora el pont de Sant Jordi els soldats d'aviació i carrabiners fidels a la República.
Alguns foren comandants militars de diferents poblacions de Mallorca. Se saben Manuel Rubio Moscoso (Andratx), Jesus Jiménez Momediano (Llucmajor), Joaquín Crespí de Valldaura Caro (Porreres) i Enrique Bargés Pozurama (sa Pobla). Fernando Uriarte Galainena participà en la formació de les milícies falangistes d'Andratx i Rosendo Villaverde Goncer de les de Sóller.
Durant la Guerra Civil nou d'ells moriren, vuit en combat: Francisco Javier Lizasoain Muguiro (Port de Sóller, Mallorca, juliol 1936), Vicente Torres Socasau (Manacor, Mallorca, agost 1936), Enrique Bargés Pozurama (son Carrió, Mallorca, agost 1936), Fernando Morales de Castilla García (febrer 1937), Carlos Camps Burón (Valdemoro, Madrid, febrer 1937), Joaquín Crespí de Valldaura Caro (Casa de Campo, Madrid, abril 1937), Manuel Isasa Navarro (Terol, abril del 1938) i Francisco Pérez Rojo (Gandesa, província de Tarragona, setembre 1938). També Rafael Mendizábal Amézaga fou fet presoner i assassinat a Barcelona el gener de 1939.

## Dictadura franquista
Entre 1941 i 1944 quatre dels Jinetes de Alcalà participaren a la Segona Guerra Mundial integrats a l'exèrcit alemany formant part de la Divisió Blava i actuant en el front oriental: Ángel Sánchez del Águila y Mencos (1941-42), Fernando Uriarte Galainena (1941-42), Antonio de Alós Herrero (1942-43) i Juan Carlier Goyenechea (1942-44).
Durant la dictadura franquista cinc d'ells assoliren el grau de general: Antonio de Alós Herrero (tinent general), Manuel Ordovás González (general de brigada), José María García Landeira (general de brigada), Fernando Pulido Goncer (general de brigada) i Manuel Rubio Moscoso (general de brigada). Antonio de Alós Herrero es passà a l'arma d'aviació i el 1976 fou nomenat Cap del Comandament de la Defensa de l'Aire. Ángel Pagés López-Guerrero fou ajudant de camp del dictador Francisco Franco. Manuel Ordovás González participà en els jocs olímpics de Hèlsinki el 1952 en la categoria salts d'obstacles d'hípica, assolint la posició desena. El 1970 presidí el consell de guerra de Burgos contra membres d'ETA per l'assassinat del policia Melitón Manzanas.
Els franquistes mai oblidaren l'actuació dels Jinetes de Alcalá al costat dels colpistes i per això l'Ajuntament de Palma els dedicà un monòlit a la plaça de la Porta del Camp. Per aplicació de la Llei de Memòria Històrica fou retirat el 2009.

## Llista d'oficials
| - Joaquín Crespí de Valldaura Caro - Jesús Jiménez Momediano - Luis Jover Bedia - Mariano Peñas Gallego - Julio Redondo Sepúlveda - Manuel Rubio Moscoso - Ángel Sánchez del Águila y Mencos | - Antonio de Alós Herrero - Enrique Bargés Pozurama - Carlos Camps Burón - Juan Carlier Goyenechea - Clemente Enríquez de Salamanca Sánchez - José María García Landeira - Francisco Gómez-Jordana Prats - Santiago Grassa Martínez - Manuel Isasa Navarro - Francisco Javier Lizasoain Muguiro | - Manuel Lizasoain Muguiro - Rafael Mendizábal Amézaga - Vicente Menéndez Zapico - Fernando Morales de Castilla García - Manuel Ordovás González - Ángel Pagés López-Guerrero - Francisco Pérez Rojo - Fernando Pulido Goncer - Benito Rodríguez Frutos - Vicente Torres Socasau - Rosendo Villaverde Goncer - Fernando Uriarte Galainena |